# Lamprotornis unicolor
El estornino cenizo o estornino unicolor (Lamprotornis unicolor) es una especie de ave paseriforme de la familia Sturnidae endémica de Tanzania.

## Taxonomía
Fue descrito científicamente por el ornitólogo inglés George Ernest Shelley en 1881 con el nombre de Cosmopsarus unicolor. El espécimen tipo le fue enviado por John Kirk desde África Oriental. El término Lamprotornis deriva de las palabras griegas « λαμπροτης» que significa espléndido o brillante y «όρνις, ornis» pájaro. La palabra latina unicolor significa simple, un color o uniforme.

## Descripción
Es un estornino de tamaño mediano, las aves adultas mide unos 30 cm de longitud y pesan entre 55 y 66 gramos. El plumaje es de color gris ceniciento, con un brillo olivo oscuro en las alas, la cola y el dorso. El pico y las patas son grises y los ojos de color amarillo pálido con un anillo rojo vino alrededor de la pupila. Los juveniles son más pálidos, tienen los ojos oscuros y una cola más corta. 

## Hábitat
Se presenta generalmente en pequeñas bandadas y a menudo busca su alimento en el suelo. Vive en matorrales y pastizales a altitudes de entre 1000 y 1800 metros.